# Agallia mauritanica
Agallia mauritanica är en insektsart som beskrevs av Jean François Villiers 1956. Agallia mauritanica ingår i släktet Agallia och familjen dvärgstritar. Inga underarter finns listade i Catalogue of Life.